# Борівці
Борівці́ — село в Україні, у Веренчанській сільській громаді Чернівецького району Чернівецької області.

## Географія
На північний захід від села знаходиться комплексна пам'ятка природи загальнодержавного значення Борівецька.

## Історія
З 24 серпня 1991 року Борівці в складі незалежної України.
12 червня 2020 року, в ході децентралізації, село увійшло до Веренчанської сільської громади.
17 липня 2020 року, в результаті адміністративно-територіальної реформи та ліквідації Кіцманського району, село увійшло до складу Чернівецького району.

## Населення
За переписом 1900 року було 2122 га угідь (з них 2039 га оподатковуваних: 1752 га ріллі, 56 га лук, 64 га садів, 190 га пасовищ і 29 га лісу), було 2 фільварки. Селяни мали 1783 га землі, а до панських дворів належало 339 га землі. В селі були 420 будинків, православна парафіяльна церква, трикласова народна школа, пост жандармерії, поштамт; проживала 1751 особа (1 вірмено-католик, 7 грекокатоликів, 1630 православних,  і 113 юдеїв; 1638 українців і 113 «німців», якими записувались євреї), були 333 коні, 313 голів великої рогатої худоби, 597 овець та 645 свиней. А на фільваркових землях було 12 будинків, проживали 73 мешканці (5 римокатоликів, 3 грекокатолики, 21 православний і 44 юдеї; 24 українці, 44 «німці» і 5 поляків), були 22 коні, 15 голів великої рогатої худоби, 2 вівці і 5 свиней.

### Перепис населення Румунії 1930
Національний склад населення за даними перепису 1930 року у Румунії:
| Національність | Кількість осіб | Відсоток |
| -------------- | -------------- | -------- |
| українці       | 1618           | 92,04 %  |
| євреї          | 114            | 6,48 %   |
| румуни         | 17             | 0,97 %   |
| німці          | 2              | 0,11 %   |
| поляки         | 1              | 0,06 %   |
| не вказали     | 6              | 0,34 %   |

Мовний склад населення за даними перепису 1930 року:
| Мова       | Кількість осіб | Відсоток |
| ---------- | -------------- | -------- |
| українська | 1618           | 92,04 %  |
| їдиш       | 90             | 5,12 %   |
| німецька   | 26             | 1,48 %   |
| румунська  | 17             | 0,97 %   |
| польська   | 1              | 0,06 %   |
| не вказали | 6              | 0,34 %   |

### Мова
Розподіл населення за рідною мовою за даними перепису 2001 року:
| Мова            | Кількість | Відсоток |
| --------------- | --------- | -------- |
| українська      | 1594      | 99.56%   |
| російська       | 5         | 0.32%    |
| румунська       | 1         | 0.06%    |
| інші/не вказали | 1         | 0.06%    |
| Усього          | 1601      | 100%     |

## Пам'ятки

### Церква
Церква Покрови Пресвятої Богородиці належить до УПЦ КП. Церква була побудована у 1860-х роках за фінансування Буковинського релігійного фонду та тодішнього війта села Александра Скорейка.
У січні 2015 року парафіяльна громада Борівців запросила освятити храм після оновлення митрополита Чернівецького і Буковинського Данила. Своїми силами і за пожертви місцевих підприємців завершено оновлення храму та подвір'я; церкві вже понад 150 років.

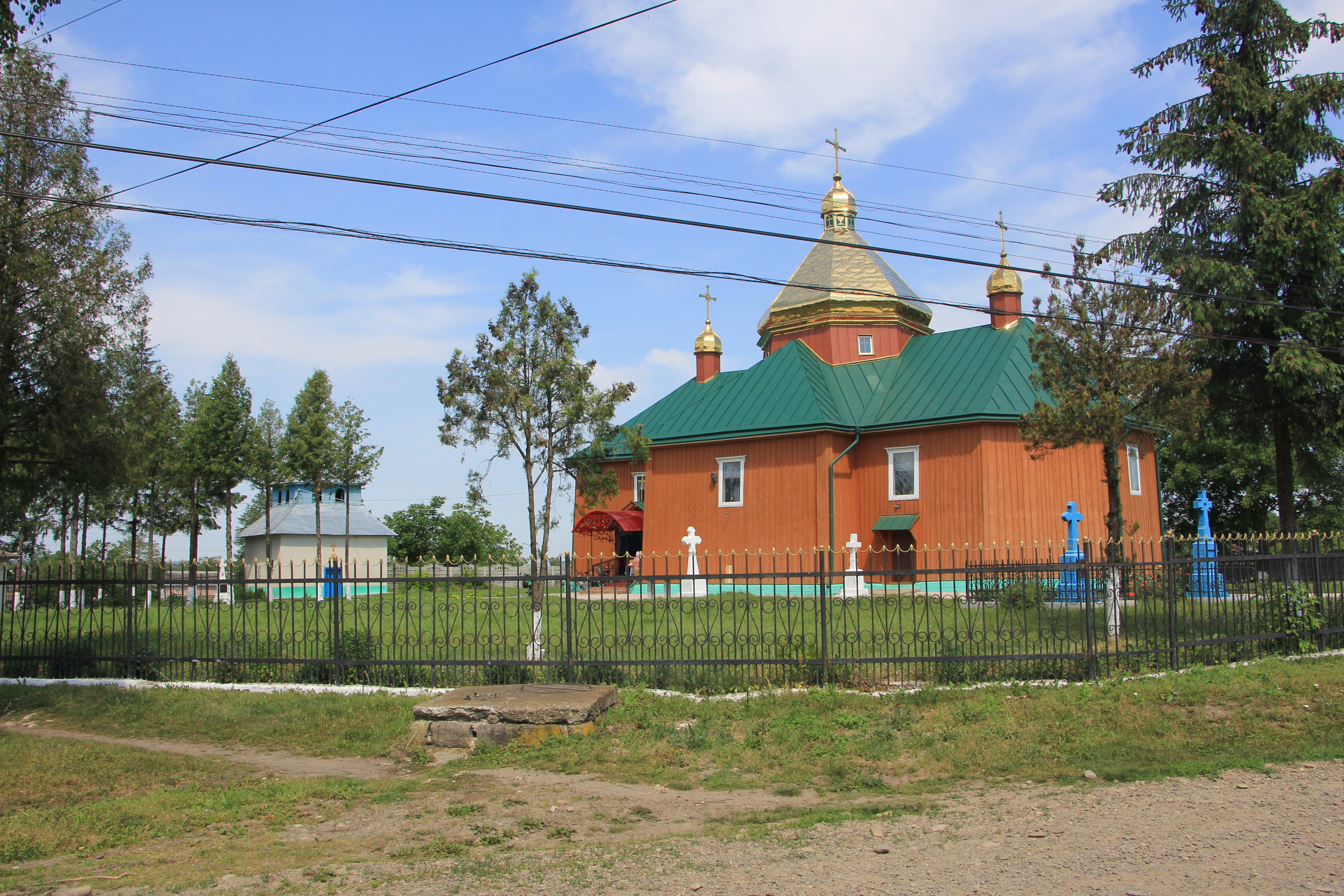
Церква Покрови Пр. Богородиці 1846р с. Борівці
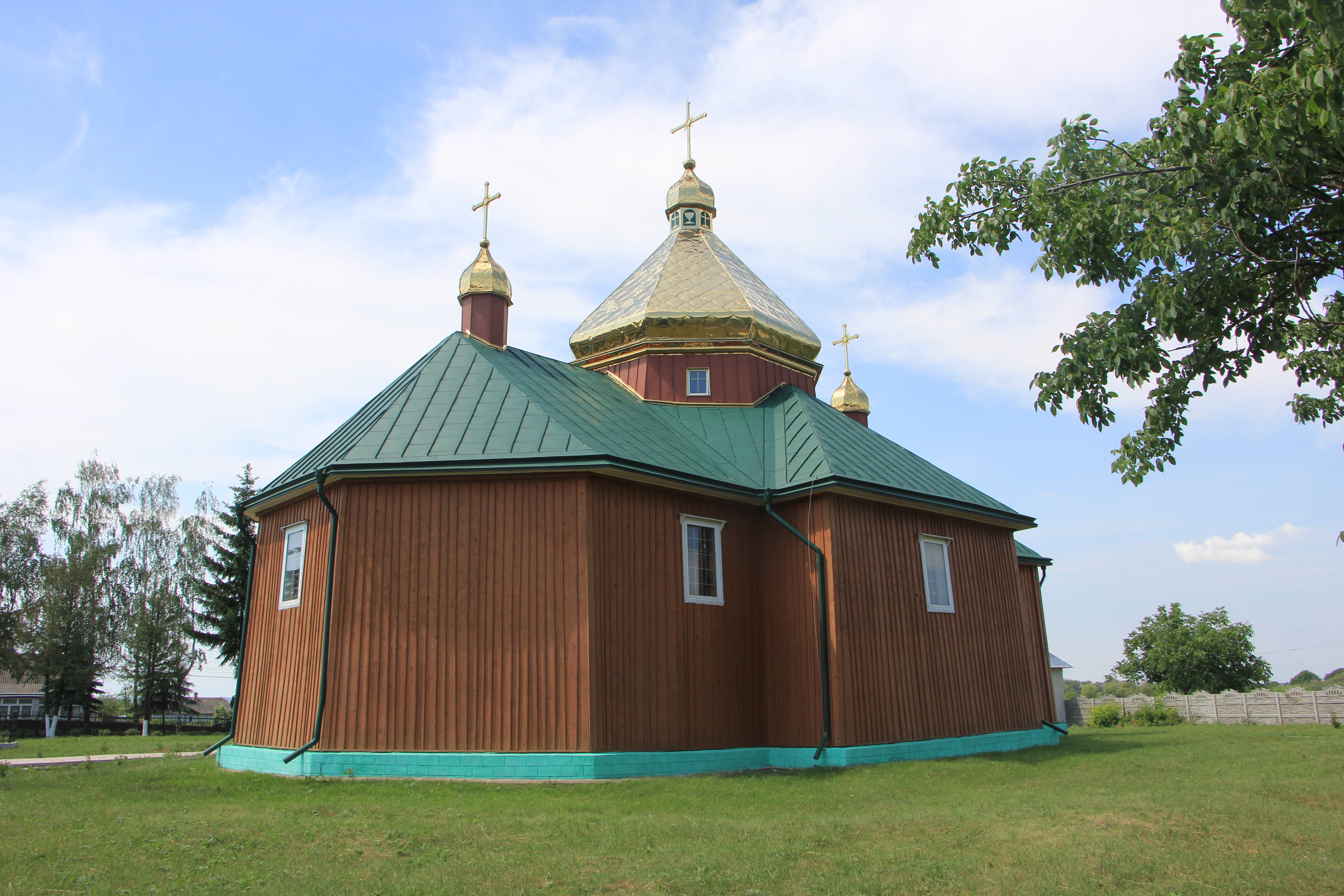
Церква Покрови Пр. Богородиці 1846р с. Борівці

### Художній музей
Борівецький художній музей Василя Курилика (1927—1977) створили у 2003 році в приміщенні школи просвітяни Лідія Фарус, Ростислав Дуб, Омелян Кобилянський, впорядкувавши дещицю меморіальних речей та оригінальні роботи художника світового рівня, відомого ілюстратора Біблії, українця в діаспорі, уродженця Канади, батьки якого 1924 року емігрували з Борівців до Америки. Ілюструючи своїми картинами життя і звичаї поселенців різного національного походження в Канаді, великий митець пов'язував їх зі своїм українським корінням. У колекції музею представлені унікальні документи про перебування Курилика в 70-х роках на Буковині та прижиттєві видання робіт художника.

## Видатні особи
- Іванович Северин Денисович (1881—1967) — педагог, сотник УГА та ДА УНР
- Мулна Марта Блаусівна — українська волейболістка, дитинство провела у селі.
- Одинак Мирослав Михайлович — доктор медичних наук, професор, член-кореспондент Російської АМН, член Королівського товариства неврологів Англії, голова Асоціації неврологів м. Санкт-Петербурга, академік.
- Скорейко Юрій Георгійович — український громадський та політичний діяч.
- Тарновецький Аннаній Михайлович (1892—1959) — громадський діяч, четар УГА.
- Фищук Олександр Георгійович — український політик.